# Посадочная площадка
Посадочная площадка — земельный (водный, ледовый) участок местности или специально подготовленная искусственная площадка, пригодная для взлёта и посадки воздушных судов. 
Как правило, посадочные площадки используются самолётами 4-го класса (взлётной массой до 10 тонн — Ан-2, Ан-3Т, Ан-28, Л-410 и им подобные) и вертолётами на местных воздушных линиях и БПЛА, при выполнении авиационных работ. В качестве посадочных площадок нередко используются заброшенные аэродромы, особенно если сохранилась (хотя бы частично) ВПП. Пример: на бывшем аэродроме Балаково в Саратовской области функционирует посадочная площадка «Малая Быковка», «Старый» в черте города аэропорт Ростова-на-Дону, посадочная площадка на месте разрушенного аэропорта города Усть-Илимска и другие.

## Технические требования
Посадочные площадки в России должны соответствовать Федеральным авиационным правилам «Требования к посадочным площадкам, расположенным на участке земли или акватории» (ФАП-69) (за исключением площадок для выполнения разовой посадки, подобранных с воздуха или осмотренных с земли, а также площадок, используемых менее 30 дней в течение календарного года).
В частности:

<…>

II. Требования к посадочным площадкам для самолётов
1.  Поверхность взлетно-посадочной полосы (далее — ВПП) посадочной площадки должна быть без препятствий, затрудняющих руление, взлет и посадку воздушных судов.

Неровности, определяемые по зазору (просвету) между рейкой длиной в 3 м и поверхностью летного поля в любых направлениях рабочей части, не должны превышать 0,1 м или размера, указанного в эксплуатационной документации воздушных судов, для которых предназначена посадочная площадка.

ВПП должна выдерживать нагрузки, возникающие при движении воздушных судов, для полетов которых она предназначена.

В случае, если посадочная площадка не имеет четко выделенной ВПП, то указанным требованиям должно соответствовать летное поле.

Ширина ВПП должна быть не менее:
18 м для посадочных площадок с длиной ВПП до 800 м;
23 м для посадочных площадок с длиной ВПП от 800 м до 1200 м;
30 м для посадочных площадок с длиной ВПП более 1200 м;
45 м для посадочных площадок с длиной ВПП более 1800 м.

Ширина ВПП, оборудованной для точного захода на посадку, должна быть не менее 30 м.
<…>

III. Требования к посадочным площадкам для вертолётов
1.  На посадочной площадке должна быть предусмотрена зона приземления и отрыва (далее — зона TLOF), зона конечного этапа захода на посадку и взлёта (далее — зона FATO) и зона безопасности.
2. Зона FATO может быть расположена на ВПП или РД посадочной площадки, предназначенной для самолётов, либо вблизи них.
3. Зона FATO может быть любой конфигурации и должна иметь размеры, позволяющие:
для вертолётов с максимальной взлетной массой более 3100 кг — поместить круг диаметром не менее диаметра, равному длине вертолета с вращающимися винтами (далее — D), для полетов которого предназначена данная посадочная площадка;
для вертолётов с максимальной взлетной массой 3100 кг и менее — поместить круг диаметром не менее 0,83D самого большого вертолета, для обслуживания которого предназначена данная посадочная площадка.

<…>
— ФАП-69
Имеются также требования к маркировке посадочных площадок, наличию ветроуказателя и так далее.